# Coriolanus Ouverture

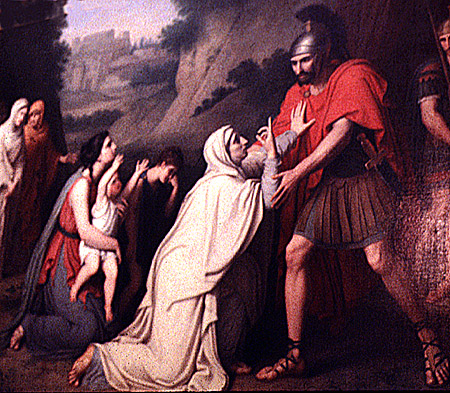
Schilderij over Coriolanus

De Coriolanus Ouverture (Duits: Ouvertüre Coriolan, Op. 62) is een in 1807 geschreven compositie van Ludwig van Beethoven voor Heinrich Joseph von Collins tragedie uit 1804 over de oude Romeinse leider Gaius Marcius Coriolanus en niet, zoals soms beweerd wordt, voor Shakespeares Coriolanus.
De structuur en de thema's van de ouverture volgen de tragedie heel algemeen. De hoofdtoonaard in c mineur vertegenwoordigt Coriolanus' vastberadenheid en oorlogachtige neigingen (hij staat op het punt om Rome binnen te vallen). Daartegenover staat de meer tedere toonaard Es-majeur, die de pleidooien van zijn moeder om daar vanaf te zien vertegenwoordigen. Coriolanus geeft uiteindelijk toe aan die tederheid, maar aangezien hij met een leger voor de poorten van Rome staat, kan hij niet terugkeren en pleegt hij zelfmoord. In Shakespeares stuk wordt hij vermoord. De ouverture beleefde haar première in maart 1807 op een privéconcert in het huis van prins Franz Joseph von Lobkowitz. De vierde symfonie in Bes majeur en het vierde pianoconcert in G majeur beleefden eveneens hun première op dat concert.

## Opnamen
Twee van de meest gewaardeerde opnamen zijn die van Wilhelm Furtwängler, dirigent van het Berliner Philharmoniker (1943) en die van Fritz Reiner, dirigent van het Chicago Symphony Orchestra (1959). Roger Norrington heeft een opmerkelijke authentieke versie gemaakt met zijn opname van de ouverture met de London Classical Players.
Andere opmerkelijke opnamen zijn: Herbert von Karajan met het Berliner Philharmoniker, Karl Böhm met het Wiener Philharmoniker, Carlos Kleiber met het Bayerisches Staatsorchester en Bruno Walter met het Columbia Symphony Orchestra. Het werk was een hoofdbestanddeel van Arturo Toscanini's repertoire en zes opnamen onder leiding van Toscanini zijn bewaard gebleven, evenals een opname met fragmenten van de repetities.